# جون اوچیدا
جون اوچیدا (انگلیسی: Jun Uchida؛ زادهٔ ۱۴ اکتبر ۱۹۷۷) بازیکن فوتبال اهل ژاپن است.
از باشگاه‌هایی که در آن بازی کرده‌است می‌توان به باشگاه فوتبال آلبیرکس نیگاتا و باشگاه فوتبال کاشیما آنتلرز اشاره کرد.